# Нюс
Нюс (фр. Nus) — муніципалітет в Італії, у регіоні Валле-д'Аоста.
Нюс розташований на відстані близько 590 км на північний захід від Рима, 12 км на схід від Аости.
Населення — 3012 осіб (2014).
Щорічний фестиваль відбувається 13 січня. Покровитель — Иларий Пиктавийский.

## Демографія
Населення за роками:

Станом на 1 січня 2023 року в муніципалітеті офіційно проживало 150 іноземців з 29 країн, серед них 55 громадян країн Євросоюзу та 8 громадян України.

## Сусідні муніципалітети
- Бйона
- Феніс
- Ояс
- Кар
- Сен-Марсель
- Торньйон
- Веррей